# Sombrero de cóctel

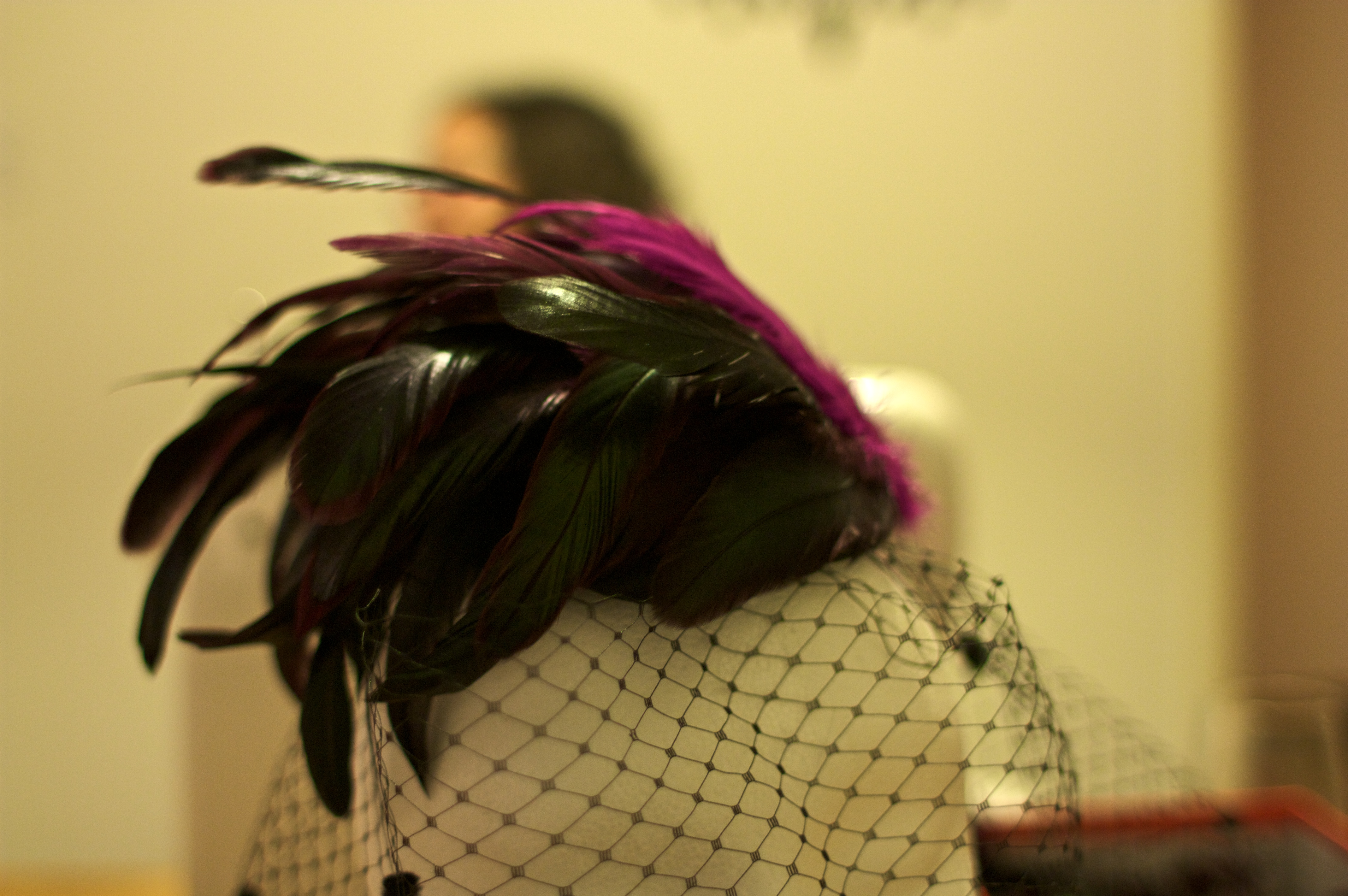
Un sombrero de cóctel con plumas, 2008.

Un sombrero de cóctel es un sombrero femenino pequeño, extravagante y típicamente sin ala. Normalmente suele complementar un atuendo formal de tarde o noche y está pensado como una alternativa a un sombrero de ala ancha. Estos sombreros son a menudo decorados con cuentas, joyas o plumas, así como un velito liso o de red. Los sombreros de cóctel fueron muy populares entre los años 1930 y 1960.
Algunos historiadores de moda creen que los sombreros de cóctel son los precursores de los fascinadores, piezas llevadas a un lado de la cabeza populares desde los años 1990, mientras otros argumentan que el fascinador era llevado durante el día y los sombreros de cóctel por la tarde y noche. A diferencia del fascinador, un sombrero de cóctel tiene una base completa y visible.
Los sombreros de cóctel pueden ser de muchas formas, variando desde modelados de lana, fieltro o paja a construcciones más blandas, estilo turbante.